# ترلان احمدف
ترلان احمدف (ترکی آذربایجانی: Tərlan Musa oğlu Əhmədov؛ زادهٔ ۱۷ نوامبر ۱۹۷۱) یک بازیکن فوتبال سابق اهل جمهوری آذربایجان است. او هم‌اکنون مربی فوتبال است.
وی همچنین در تیم ملی فوتبال جمهوری آذربایجان بازی کرده است.